# NGC 104
NGC 104 je kuglasti skup u zviježđu Tukanu.

## Vanjske poveznice
- SEDS: NGC 0104